# Epsilon Aquilae
Epsilon Aquilae (Deneb el Okab, Denebokab Borealis, Woo, Yuë (吳越), 13 Aquilae) é uma estrela tripla na direção da constelação de Aquila. Possui uma ascensão reta de 18h 59m 37.39s e uma declinação de +15° 04′ 06.5″. Sua magnitude aparente é igual a 4.02. Considerando sua distância de 154 anos-luz em relação à Terra, sua magnitude absoluta é igual a 0.65. Pertence à classe espectral K2III.